# Graphidaceae
Graphidaceae is een botanische naam voor een familie van korstmossen behorend tot de orde Ostropales. Het typegeslacht is Graphis. De overgrote meerderheid van de Graphidaceae-soorten komt alleen in de tropen voor. De meeste Graphidaceae-soorten zijn epifytisch (d.w.z. ze groeien alleen op planten).

## Geslachten
De familie bestaat uit het volgende:
- Subfamilie Fissurinoideae:

Clandestinotrema – Cruentotrema – Dyplolabia – Enigmotrema – Fissurina – Pycnotrema
- Subfamilie Gomphilloideae:

Actinoplaca – Aderkomyces – Aplanocalenia – Arthotheliopsis – Asterothyrium – Aulaxina – Calenia – Caleniopsis – Diploschistella – Echinoplaca – Ferraroa – Gomphillus – Gyalectidium – Gyalidea – Gyalideopsis – Hippocrepidea – Jamesiella – Lithogyalideopsis – Paratricharia – Phyllogyalidea – Psorotheciopsis – Rolueckia – Taitaia – Tricharia
- Subfamilie Graphidoideae:

Allographa - Amazonotrema - Anomalographis - Anomomorpha - Chroodiscus - Creographa - Diaphorographis - Diorygma - Flegographa - Glyphis - Graphis - Gyrotrema - Halegrapha - Heiomasia - Hemithecium - Kalbographa - Leiorreuma - Malmographina - Mangoldia - Nitidochapsa - Pallidogramme - Paratopeliopsis - Phaeographis - Phaeographopsis - Platygramme - Platythecium - Pliariona - Polistroma - Pseudochapsa - Pseudotopeliopsis - Sanguinotrema - Sarcographa - Sarcographina - Schistophoron - Thalloloma - Thecaria - Thecographa - Xalocoa
- Subfamilie Redonographoideae:

Gymnographopsis – Redonographa
- Geslachten:

Acanthotrema - Graphina – Gymnographa – Phaeographina - Pseudoramonia - Reimnitzia - Tremotylium